# パイプス・オブ・ピース (曲)
「パイプス・オブ・ピース」（Pipes Of Peace）は、1983年にポール・マッカートニーが発表した楽曲、及び同曲を収録したシングル。

## 解説
アルバム『パイプス・オブ・ピース』からの第二弾シングル。
ベスト・アルバム『オール・ザ・ベスト』『夢の翼〜ヒッツ&ヒストリー〜』に収録されている。全英1位を記録。なお、アメリカでは本曲に代わって「ソー・バッド」がシングルとしてリリースされたが、チャートは21位に終わっている。前作『タッグ・オブ・ウォー』で問いかけた問題の答えとして、「in love our problems disappear（愛の中では問題はなくなってしまう）」と、ポールらしく楽観的に歌っているが、反戦歌の一つとしての受け容れられている。
プロモーションビデオは、1914年（第一次世界大戦中）のイギリス・ドイツ間のクリスマス休暇を題材にしている。なお『オール・ザ・ベスト』のライナーノーツにおける本曲イラストも、英独両軍が握手しているところである。

## 収録曲
- パイプス・オブ・ピース (Pipes Of Peace)
- ソー・バッド (So Bad)